# Mortimer’s Cross-i csata
A Mortimer′s Cross-i csata a rózsák háborújának egyik ütközete volt, amelyet 1461. február 2-án vívtak a yorkiak és a lancasteriek. A csatát a York-ház nyerte.

## Előzmények
A yorkiak kevéssel korábban, 1460. december 30-án vereséget szenvedtek a wakefieldi csatában, amelyben elvesztették vezérüket, Richárd herceget is. Elhunyt fia, Edmund és számos nagy hatalmú főúr, köztük Richard Neville, Salisbury grófja, Sir Thomas Harrington és Sir Thomas Parr. A Neville-család feljegyzései szerint összesen kétezren haltak meg közülük. A csata másnapján kivégezték Salisbury grófját. Az ütközet legfőbb következmény az volt, hogy a csata után szabad volt az út  Anjou Margit angol királyné és a Lancaster-ház serege előtt London felé.
A yorki sereg feje Richárd fia, Eduárd, a későbbi IV. Eduárd angol király lett, aki az ország nyugati részén tartózkodott, miközben a királypárti csapatok északról dél felé haladtak. Eduárd eredetileg Londonba akart vonulni, de amikor megtudta, hogy Wiltshire grófja franciákból, bretonokból és írekből álló csapata partra szállt Wales délnyugati részén, és ott egyesült Jasper Tudor, Pembroke grófja seregével, elindult feléjük, hogy megakadályozza csatlakozásukat a lancasteri főerőhöz. A két sereg Wigmore közelében, Mortimer′s Crossnál találkozott.

## A csata
A Mortimer's Crossnál lezajlott ütközetről csak nagyon keveset tudni. Az összecsapást Eduárd seregei nyerték meg. A becslések szerint kilencezer ember vett részt a küzdelemben, és közülük négyezren meghaltak. A lancasteriek négyezren lehettek, és nem akartak megütközni a yorkiakkal, de nem maradt más választásuk, ha át akartak kelni a Lugg folyón. Ezért rátámadtak a herefordi és a turnpike-i út kereszteződését keresztben elálló yorkiakra. A rohamot Wiltshire grófjának csapatai vezették, köztük sok könnyű fegyverzetű ír, breton és francia zsoldossal. A támadók hátrálásra késztették Eduárd jobb szárnyát az útról. Pembroke grófja a yorki hadrend közepét támadta, de nem tudta áttörni. Owen Tudor a bal szárnyat próbálta meg átkarolni, de katonáit leölték. Pembroke még egyszer rohamozott, de hiába, és ezzel a csata eldőlt. Owen Tudor megmaradt embereit 17 kilométeren át hajszolták a yorkiak, egészen Herefordig. Owen Tudor fogságba esett, és másnap lefejezték.

## Érdekesség
- Állítólag különös égi tünemény, három nap jelent meg az égen a csata előtt. Amennyiben ez igaz, valószínűleg a melléknap jelenséget látták Mortimer's Crossnál. Innen származik Eduárd egyik címerképe, York arany Napja is.[1] William Shakespeare VI. Henrik király című drámájában így ír erről: "Rikhárd: Három sugárzó teljes nap, igen! / El nem borítják felhők járati, / Elválva tisztán halvány derüs égtől. / Nézd, nézd! csókolva egymást ölelik, / Mikéntha szent frigy esküjét fogadnák. / Most mind a három egy láng, egy nap, egy fény! / Nagy eseményt jósolnak az egek. (...) Edvárd: Bármit jelent, ezentúl pajzsomon / Három napistent hordok czímerűl." ( Lőrinczy [Lehr] Zsigmond fordítás)[3]